# رؤیاهای هفت رنگ
رویاهای هفت رنگ (به هندی: Saat Rang Ke Sapne) فیلمی محصول سال ۱۹۹۸ و به کارگردانی پریادارشان است. در این فیلم بازیگرانی همچون آرویند سوامی، جوهی چاولا، انوپم کهیر، فریده جلال، ساتیش شاه، تینو آناند، سوکوماری، مینک برار، آریونا ایرانی و موکش ریشی ایفای نقش کرده‌اند.